# Nové Hrady (ort i Tjeckien, Pardubice)
Nové Hrady är en ort i Tjeckien.   Den ligger i regionen Pardubice, i den centrala delen av landet, 130 km öster om huvudstaden Prag. Nové Hrady ligger 385 meter över havet och antalet invånare är 295.
Terrängen runt Nové Hrady är platt åt sydost, men åt nordväst är den kuperad. Runt Nové Hrady är det ganska glesbefolkat, med 38 invånare per kvadratkilometer. Närmaste större samhälle är Vysoké Mýto, 11,3 km norr om Nové Hrady. Trakten runt Nové Hrady består till största delen av jordbruksmark.